# No Hablamos Catalán
No Hablamos Catalán (NHC) és una plataforma sociocultural creada a Fraga el 24 de juny de 2008, per tal d'oposar-se a l'aprovació de la Llei de llengües d'Aragó, i que argumenta que no es parla català més enllà dels límits de Catalunya. Els seus portaveus són de poblacions castellanoparlants i es va crear quan s'acusava la FACAO de relacionar-se amb grups d'extrema dreta i els seus dirigents de promoure la violència. Va néixer a Fraga l'11 de juny de 2008. El seu motiu central és el rebuig a la denominació de català a la Franja com a tal. Està conformada tant per entitats associades amb posicions conservadores. Segons ella mateixa, neix com a reacció contra el concepte dels Països Catalans i el pancatalanisme.
La plataforma rebutja la denominació de català de la llengua pròpia a Aragó i al nom de Franja. En el seu lloc, promou aragonès oriental, que crea confusió amb el dialecte de la llengua aragonesa, i Aragó oriental respectivament. Defensa la seva postura contra la majoria dels frangencs, que denominen català a la seua llengua, combinant-la sovint amb altres denominacions localistes o pejoratives. Rebutja també l'estandardització lingüística amb el català, presentant una proposta d'ortografia comuna. Ha obtingut finançament públic per a publicar una Antolochía Lliteraria en Aragonés (Oriental) (ss. XII-XXI): escríts actuáls de la chen de la Llitera. En algunes de les seves manifestacions ha rebut suport de dirigents del Partit Popular i el Partit Aragonès.
La plataforma es va oposar a la Llei de Llengües de l'any 2009, i va donar suport als ajuntaments que van presentar un recurs d'inconstitucionalitat contra aquesta. La seva oposició a la Llei de Llengües no es deu a l'existència d'aquesta en si, sinó al reconeixement del català dins del territori aragonès. En canvi, va donar suport expressament la Llei de Llengües d'Aragó de l'any 2013, coneguda com la llei del LAPAO, i de la que en fou un dels seus promotors més destacats.

## Composició
Aquesta organització afirma estar composta per 29 associacions aragoneses, vuit d'altres territoris de l'antiga Corona d'Aragó i onze organització polítiques, la més rellevant de les quals és el Rolde Choben, l'organització juvenil del Partit Aragonés (PAR). Els promotors van ser Pablo Pintado, membre del Rolde Choben i del Partit Aragonès, Héctor Castro del Partit Aragonès, Lorenzo Pastor del Partit Aragonès, Raúl Vallés i Adolfo Herrera. Les entitats que la Plataforma diu que la componen són les següents:
- Entitats polítiques
  - Rolde Choben (Partit Aragonès), Federación de Independientes de Aragón (FIA), PCUA, Partido Social Demócrata, Centro Democrático Liberal-Aragón (CDL), Centro Democrático y Social (CDS), La Voz Independiente de Aragón (L'VIA), Confederación Nacional de Agrupaciones y Partidos Políticos Independientes-Aragón (CAPI-Aragón), Unió d'es Pobble Baléà, Mayoría Silenciosa Unida (MSU), Ayuntamiento de La Codoñera (Teruel)
- Associacions i entitats aragoneses
  - Asociación Cultural Amícs de Tamarit (Tamarit de Llitera), Associació Cultural Lliterana Lo Timó (La Llitera), Ateneo de Zaragoza, Associació Cultural Caliu de Aguaviva (Baix Aragó), Associació Cultural Baix Aragó (Baix Aragó), Associació Cultural Consell de Trenta de Tamarit (Tamarit de Llitera), Identidad, Cultura y Tradiciones Aragonesas (IDENTUAR) (Teruel), Asociación Andadores del Concejo (Teruel), Federació d'Asociacións Culturáls de l'Aragó Oriental (FACAO), Amics de Fraga (Fraga), Plataforma Constitucional y Autonomista (Aragón, Cataluña, Valencia y Baleares), Frente por las Identidades y Lenguas Amenazadas (FILLA), Asociación Aragón Siglo XXI, Asociación Cultural Xinglar (Saragossa), Asociación Regional de Autónomos y Amas de Casa (AREA), Asociación Nacional de Autónomos (ASNAPA), Asociación de Vecinos Pablo Gargallo (Saragossa), Asociación de Recreación Histórica Los Pardos de Aragón, Foro de Análisis Científico, Tecnológico y de Promoción de Aragón, Plataforma Clases Medias, Asociación de Alumnos y Exalumnos de las Aulas de la 3ª Edad (Saragossa), Asociación de Vecinos San Braulio (Saragossa), Asociación de Consumidores de Mayores, Asociación Pulso Tecnológico Aragonés, Asociación Cultural Ball Axén (Campo),
- Associacions i entitats no aragoneses
  - Academi de Sa Llengo Baléà (Illes Balears), Convivència Cívica Catalana (Catalunya), Grup Cultural Ilicità Tonico Sansano (Elx), Rogle Cultural Lluís Fullana (Alacant), Colectiu Aitona (València), Moviment Estudiantil Valencianiste (València), Círculo Balear (Illes Balears), Zeladors del Regne de Valencia Vinatea (València)